# WayV
WayV (кит. упр. 威神V, пиньинь WēiShén V) — китайский бойбенд и четвёртый юнит южнокорейского бойбенда NCT, сформированный в 2019 году компанией S.M. Entertainment под её китайским лейблом Label V. Коллектив состоит из шести участников: Куна, Тэна, ВинВина,  Сяоцзюня, Хэндэри и ЯнЯна. Лукас покинул группу в мае 2023 года. Дебют состоялся 17 января 2019 года с сингловым-альбомом The Vision.

## Карьера

### 2016—2018: Предебют
В 2013 году S.M. Entertainment создали проект SM Rookies, объединяющий молодых стажёров агентства. В январе 2016 года глава S.M. Entertainment Ли Су Ман выступил на SM Coex Artium с презентацией под названием «SMTOWN: New Culture Technology 2016», в которой впервые рассказал о планах агентства по поводу новой саб-группы NCT, состоящей из неограниченного количества участников, которые в составе отдельных юнитов смогут продвигаться в разных странах по всему миру.
Трое участников WayV — Сяоцзюнь, Хэндэри и ЯнЯн — были представлены 17 июля 2018 года в качестве стажёров SM Rookies. Остальные участники уже продвигались в других юнитах NCT: Тэн дебютировал в составе NCT U 10 апреля 2016 года, ВинВин дебютировал в составе NCT 127 7 июля 2016 года, Лукас дебютировал в составе NCT U 18 февраля 2018 года, Кун дебютировал в составе специального юнита NCT 2018 14 марта 2018 года.
S.M. Entertainment впервые объявили о создании китайского юнита 13 августа 2018 года в своём профиле в социальной сети Twitter. 31 декабря 2018 года в официальном профиле юнита в китайской социальной сети Weibo было объявлено, что состав из семи участников дебютирует как WayV в январе 2019 года под китайским лейблом SM Entertainment — Label V.

### 2019:The Vision,Take OffиTake Over the Moon
17 января 2019 года WayV дебютировали с первым сингловым-альбомом The Vision с китайской версией «Regular». Все три трека из альбома вошли в десятку лучших в Billboard World Digital Songs. Группа дебютировала на 4 строчке в Billboard Social 50, что стало лучшим дебютом в чарте со времён XXXTentacion в июне 2018 года.
9 мая WayV выпустили свой первый мини-альбом Take Off с одноимённым ведущим синглом. Альбом дебютировал на седьмом месте в чарте Billboard World Albums Chart и занял первое место в чарте лучших альбомов iTunes в 30 регионах. Между тем, сингл дебютировал под номером 2 в еженедельном чарте QQ Music Weekly Popularity.
В августе и сентябре транслировалось первое реалити-шоу WayV Dream Plan, состоящее из 12 эпизодов, которые были доступны на Youku и YouTube.
29 октября WayV выпустили свой второй мини-альбом Take Over The Moon с заглавным треком «Moonwalk». Члены группы Хендери и Ян ЯН впервые участвовали в написании лирики для песен «King of Hearts» и «We Go Nanana». Группа дебютировала в Billboard Heatseekers Albums и в альбомном чарте Gaon, заняв 24 и 5 позиции. 30 октября у WayV состоялся первый шоукейс на музыкальном шоу Music Champion, где они исполнили «Moonwalk».. 5 ноября группа выпустила английскую версию «Love Talk», которая дебютировала и заняла третье место в Billboard World Digital Song Sales. Песня также стала первой записью группы в еженедельном цифровом чарте продаж QQ Music, заняв второе место. Переиздание версия альбома под названием Take Over the Moon: Sequel была выпущена в 2020 году, добавив английскую версию «Love Talk» и разговорный трек «WayV.oice #1» в исходный трек-лист.
Затем группа отправилась в тур по Китаю, Южной Корее и Таиланду.
В конце года юнит получил награду в категории «Лучший новый азиатский артист» на премии Mnet Asian Music Awards.

### 2020—2023:Awaken the World,Kick Back,Phantomи уход Лукаса
В 2020 году WayV стали второй группой из SM Entertainment, которые провели прямой онлайн-концерт в серии концертов, совместно организованных SM Entertainment и Naver на потоковом сервисе прямых концертов «Beyond LIVE». Живой концерт прошёл 3 мая.
9 июня WayV выпустили первый студийный альбом Awaken the World с заглавным синглом «Turn Back Time». Awaken the World предшествовала онлайн-игра, разработанная для смартфонов, в которой игрокам предлагалось разблокировать тизерные изображения отдельных участников. Кроме того, отдельные видео-тизеры участников были выпущены на разных платформах. Как физический релиз альбома, так и видеоклип на его заглавный сингл «Turn Back Time» были выпущены с задержкой из-за устранения потенциальных проблем с одеждой, использованной в его рекламном визуальном контенте. После выпуска WayV впервые попали в тройку лучших в чарте Tencent Music UNI (ранее известном как Yo! Bang) и чарте альбомов Gaon. Альбом также занял девятое место в чарте Billboard World Albums, а песня заняла двенадцатое место в мировом чарте продаж цифровых песен. Awaken the World стал первым релизом группы, попавшим в японские музыкальные чарты, появившись в Billboard Japan Hot Albums и еженедельном альбомном чарте Oricon. Впоследствии группа выпустила цифровую корейскую версию «Turn Back Time» с аналогичным музыкальным видео. 29 июня английская версия трека «Bad Alive» была выпущена в виде цифрового сингла. Синглу удалось занять первое место в ежедневном цифровом чарте продаж QQ Music, а после его выпуска он получил золотой сертификат.
21 сентября WayV запустили свое первое реалити-шоу в Южной Корее WayVision, продюсируемое SM C&C. Шоу было выпущено через Seezn и одновременно транслировалось через TrueID в Таиланде.
WayV стали частью проекта NCT NCT 2020, объединив участников WayV с участниками других юнитов NCT: NCT 127, NCT Dream, NCT U и двумя новыми участниками. Группа выпустила первую часть второго студийного альбома NCT 2020 Resonance Pt. 1 12 октября, что стало началом первого официального продвижения WayV в качестве юнита NCT. Сингл WayV «月之迷 (Nectar)» вошла в альбом, и дебютировал на 12 строчке в чарте UNI.
10 марта 2021 года WayV выпустили третий мини-альбом Kick Back, с одноимённым ведущим синглом. Участники ВинВин и Лукас отсутствовали во время продвижения альбома, они были на карантине в Китае для сольных выступлений. Альбом достиг первого места в чарте альбомов Gaon и в конечном итоге принес группе их первую сертификацию за продажу более 250 000 копий в Южной Корее.
23 июня WayV выпустили новую песню «Everytime» в рамках альбома саундтрека к китайской дораме Falling Into Your Smile.
Участники WayV приняли участие в продвижении третьего студийного альбома NCT Universe, который был выпущен 14 декабря. Группа записала английскую песню «Miracle» для альбома. ВинВин и Лукас не участвовали в записи альбома, так как Лукас был отстранен от любой рекламной деятельности из-за мошенничества и споров о газлайтинге, и Винвин основали личную студию в Китае.
WayV объявили о выпуске своего четвёртого мини-альбома, Phantom, 9 декабря 2022 года. Позже группа отложила выпуск до 28 декабря в связи с кончиной бывшего президента Китая Цзян Цзэминя. В поддержку альбома WayV провели одноимённый глобальный фан-тур, который начался с двух концертов в Сеуле 11 февраля.
Впоследствии WayV провели свое первое сольное мероприятие в Японии под названием «The First Vision» на Pia Arena MM в Канагаве 6-7 мая 2023 года. 10 мая SM Entertainment объявили, что Лукас уходит из NCT и WayV, чтобы продолжить свою индивидуальную деятельность.
С августа по сентября группа присоединилась к NCT на их трехдневных концертах на стадионах в Южной Корее и Японии под названием NCT Nation: To The World.
WayV выпустили свой второй студийный альбом On My Youth 1 ноября.

## Участники
| Сценический псевдоним     | Настоящее имя                                               | Дата рождения | Позиция в группе                                | Гражданство |
| ------------------------- | ----------------------------------------------------------- | ------------- | ----------------------------------------------- | ----------- |
| Кун (кит. трад. 錕)       | Цянь Кунь (кит. трад. 錢錕)                                 | 01.01.1996    | Лидер, главный вокалист                         | Китай       |
| Тэн (англ. Ten)           | Читтапон Личайяпорнкул (тайск. ชิตพล ลี้ชัยพรกุล)                | 27.02.1996    | Главный танцор, ведущий рэпер, ведущий вокалист | Таиланд     |
| ВинВин (кит. упр. 昀昀)   | Дун Сычэн (кит. трад. 董思成)                               | 28.10.1997    | Ведущий танцор, вокалист, вижуал                | Китай       |
| Сяоцзюнь (кит. упр. 肖俊) | Сяо Дэ Цзюнь (кит. трад. 肖德俊)                            | 08.08.1999    | Главный вокалист                                | Китай       |
| Хэндэри (англ. Hendery)   | Вон Кунхан (кант. 黃冠亨), Хуан Гуаньхэн (кит. упр. 黄冠亨) | 28.09.1999    | Ведущий танцор, ведущий вокалист, рэпер         | Макао       |
| ЯнЯн (кит. упр. 扬扬)     | Лю Янъян (кит. трад. 劉揚揚)                                | 10.10.2000    | Главный рэпер, ведущий танцор, вокалист, макнэ  | Тайвань     |

### Бывшие участники
| Сценический псевдоним | Настоящее имя                                           | Дата рождения | Позиция в группе                            | Гражданство |
| --------------------- | ------------------------------------------------------- | ------------- | ------------------------------------------- | ----------- |
| Лукас (англ. Lucas)   | Вон Юкхэй (кант. 黃旭熙), Хуан Сюйси (кит. упр. 黄旭熙) | 25.01.1999    | Главный рэпер, вокалист, центр, лицо группы | Гонконг     |

## Дискография

### Студийные альбомы
- Awaken the World (2020)
- On My Youth (2023)

### Мини-альбомы
- Take Off (2019)
- Take Over The Moon (2019)
- Kick Back (2021)
- Phantom (2022)

## Фильмография

### Развлекательное шоу
- Dream Plan (2019, Youku)
- WayVision (2020, Seezn)[35]
- WayVision 2 (2021, Seezn)[51]

## Концерты и туры

### Туры
- WayV Fanmeeting Tour «Section#1: We Are Your Vision» (2019)
- WayV Fanmeeting Tour «Phantom» (2023)
- WayV Showcase Tour «On My Youth» (2023)

### Однодневные концерты
WayV – Beyond the Vision (2020)
WayV Japan 2023 «The First Vision» (2023)

### Участие в концертах
- NCT: Resonance 'Global Wave' (2020)
- SM Town Live «Culture Humanity» (2021)
- SM Town Live 2022: SMCU Express at Kwangya (2022)
- SM Town Live 2022: SMCU Express at Human City Suwon (2022)
- SM Town Live 2022: SMCU Express at Tokyo (2022)
- SM Town Live 2023: SMCU Palace at Kwangya (2023)
- NCT Nation: To The World (2023)